# B-side collection (cuneのアルバム)
『B-side collection』（ビーサイド・コレクション）は、cuneのB面ベスト・アルバム。

## 概要
初のB面集。本作を最後にアルバムリリースは途切れている。

## 収録曲
出典：タワーレコード
※はアルバム初収録。
1. SAMURAI DRIVE（cosmic version） (5:49)
2. 流れ星 (3:47)
3. 僕らはムーンライト (4:39)※
4. 夕顔 (5:50)
5. 特急列車 (4:03)※
6. 様々サマー (4:17)
7. 流浪雲 (2:59)※
8. LION SEVENTEEN（album version） (3:42)
9. SUNDAY (4:09)※
10. SQUALL (4:01)
11. 深い霧の中で (4:42)※
12. 旅人 (2:12)
13. SAMURAI DRIVE（live version） (4:26)※